# Marina Bernadó i Bonada
Marina Bernadó i Bonada (Mallorca o Barcelona, 1974) és una activista antifeixista que fou membre de l'organització armada basca Euskadi Ta Askatasuna (ETA). Va viure cinc anys i tres mesos en la clandestinitat i va estar reclosa dotze anys en presons franceses per la seva militància en aquesta organització extinta.
Bernadó va realitzar el 2001 tasques d'infraestructura, informació i captació per a dos comandos de Barcelona desarticulats al gener i l'agost d'aquell any, denominats Gaztelugatze i Gorbea.
El 2001 va ajudar a Fernando García Jodrá (un dels implicats en l'assassinat d'Ernest Lluch uns mesos abans) quan, l'11 de gener, van ser detinguts els seus companys de grup José Ignacio Cruchaga i Lierni Armendáriz. El 23 d'agost de 2001, la Guàrdia Civil va aconseguir detenir García Jodrá al costat d'altres dos integrants del comando i, en conèixer Bernadó les detencions, va optar per fugir a l'estranger, on va ser acollida per membres d'ETA i incorporada a l'estructura de l'aparell logístic, on es va mantenir fins que el novembre de 2006 va ser detinguda al poble occità de Quesac al costat d'altres dos membres d'ETA. La justícia francesa la va condemnar com a part de l'aparell logístic de la banda a 12 anys de presó. Durant els anys de reclusió va passar per cinc presons diferents i va formar part del Col·lectiu de Presos Polítics Bascos (EPPK, en les seves sigles en èuscar).
L'endemà del seu alliberament, més de dues-centes persones es van concentrar al vespre a la plaça del Raspall de la Vila de Gràcia per donar-li la benvinguda. Després d'accedir a la plaça per un passadís de banderes estelades, roges i liles, va rebre un ram de flors i una talla de fusta del col·lectiu Rescat, que havia vehiculat les mostres de solidaritat expressades en favor seu durant els anys de presidi. Tot seguit, Bernadó prengué la paraula per agrair tot el suport rebut i recordar les persones que segueixen empresonades, la importància de tenir-les presents i d'oferir-los escalf des del carrer. Finalment, després d'un brindis amb cava, Bernadó va entrar al bar Resolís de l'Ateneu Independentista la Barraqueta per despenjar la fotografia que recordava el seu empresonament.
Ja retornada a l'Estat espanyol, Bernadó fou absolta per l'Audiència Nacional el dia 11 de setembre del 2019. Se li aplicà el principi de non bis in idem, pel qual no es pot condemnar dues vegades una persona pel mateix delicte.